# Hanna Chorążyna

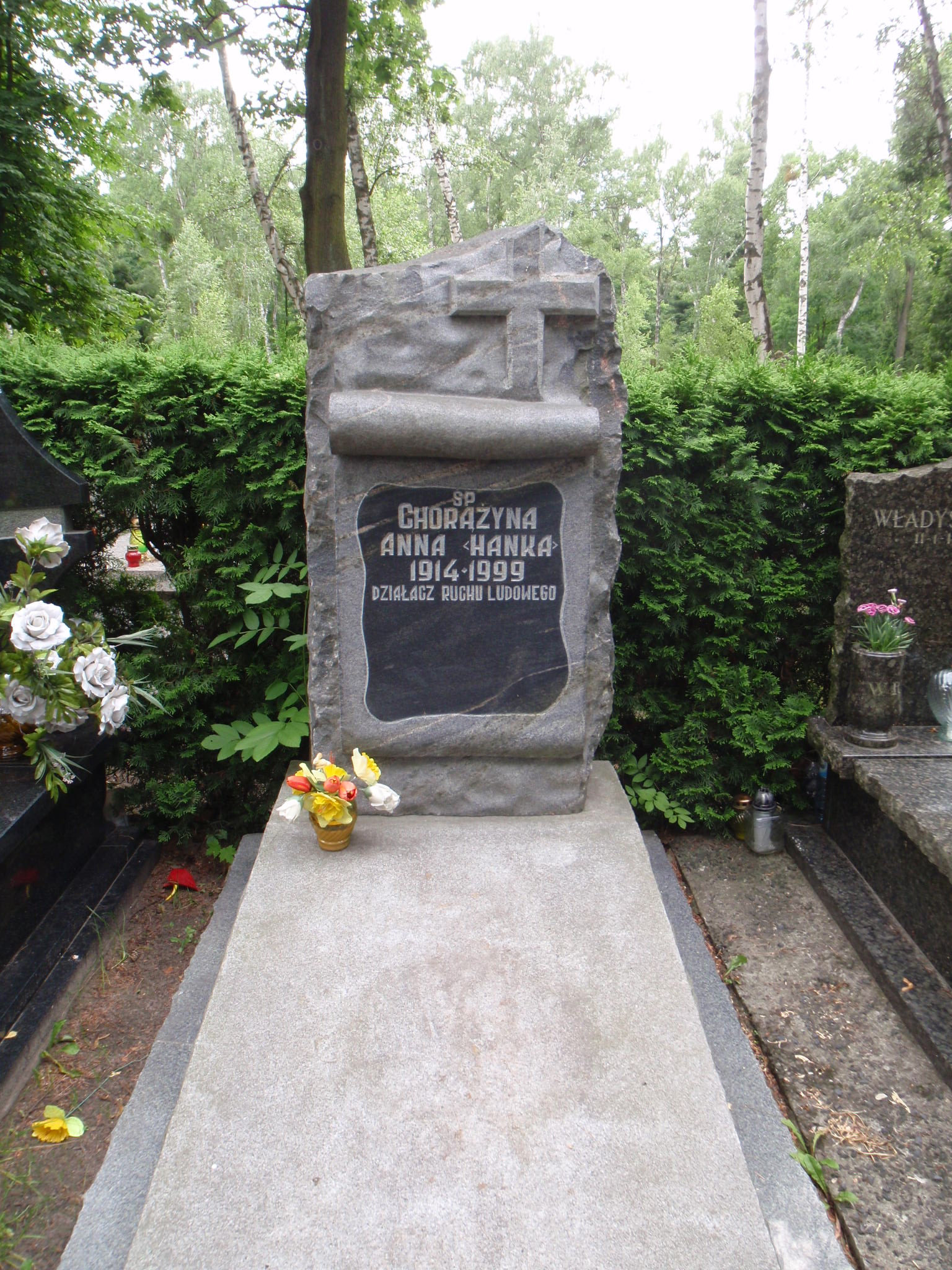
Grób Hanny Chorążyny na Cmentarzu Wojskowym na Powązkach w Warszawie

Anna Chorążyna z domu Bieńkowska, pseudonim Hanna (ur. 13 września 1914 w Siedlcach, zm. 28 czerwca 1999 w Warszawie) – biolog, działaczka ruchu ludowego. 

## Życiorys
Pochodziła z rodziny ziemiańskiej. Ukończyła gimnazjum sióstr urszulanek w Lublinie, następnie studiowała biologię w Szkole Głównej Gospodarstwa Wiejskiego (1933–1937). Przed 1939 działała w Związku Młodzieży Wiejskiej RP „Wici”. Wzięła udział w powstaniu warszawskim. Organizowała też Ludowy Związek Kobiet – organizację powiązaną z Batalionami Chłopskimi i Centralnym Kierownictwem Ruchu Ludowego. Organizowała pomoc dla wysiedlonych mieszkańców Poznańskiego.
Posłanka do KRN (1945–1947) i na Sejm Ustawodawczy (wybrana z listy państwowej PSL, w miejsce pozbawionego mandatu Stanisława Mierzwy). W latach 1946–1947 członek Naczelnego Komitetu Wykonawczego PSL. W listopadzie 1948 zrezygnowała z członkostwa w partii, a w lipcu 1950 zrzekła się mandatu poselskiego.
W okresie 1950–1951 więziona. W latach 50. zatrudniona m.in. w Instytucie Biologii Doświadczalnej Polskiej Akademii Nauk w Warszawie. 
W latach 1964–1989 na emigracji w Belgii. Wykładała na Wolnym Uniwersytecie w Brukseli (m.in. pracownia badania odruchów warunkowych). Od 1972 pełniła funkcję sekretarza NKW PSL na uchodźstwie. 4 kwietnia 1983 została prezesem Chrześcijańskiej Służby Wyzwolenia Narodów w Carlsbergu (RFN), gdzie w tym samym roku współorganizowała Studium Wyzwolenia Społecznego.
Po powrocie do kraju działała na rzecz odrodzenia Stronnictwa. 15 sierpnia 1989 została wiceprezesem Tymczasowego NKW PSL tzw. wilanowskiego, a 11 listopada tego samego roku przewodniczącą Rady Naczelnej tego ugrupowania. W 1990 przystąpiła z nim do PSL, gdzie także zasiadła w RN.
Została pochowana na Cmentarzu Wojskowym na Powązkach (kwatera A 3 rz. 3 m. 18).